# Скатерний Віктор Анатолійович
Ві́ктор Анато́лійович Скатерной (нар. 5 травня 1981) — полковник Збройних сил України.
В мирний час проживає у місті Біла Церква.

## Нагороди та вшанування
За особисту мужність і героїзм, виявлені у захисті державного суверенітету та територіальної цілісності України, вірність військовій присязі під час російсько-української війни нагороджений орденом Богдана Хмельницького І(22 березня 2022 року), II (6 вересня 2016) і III ступенів (8 вересня 2014).